# Пшезмарк (Поморське воєводство)
Пшезмарк (пол. Przezmark, нім. Preußisch Mark) — село в Польщі, у гміні Старий Дзежґонь Штумського повіту Поморського воєводства.
Населення — 361 особа (2011).
У 1975-1998 роках село належало до Ельблонзького воєводства.

## Демографія
Демографічна структура станом на 31 березня 2011 року:
|          | Загалом | Допрацездатний вік | Працездатний вік | Постпрацездатний вік |
| -------- | ------- | ------------------ | ---------------- | -------------------- |
| Чоловіки | 180     | 29                 | 133              | 18                   |
| Жінки    | 181     | 31                 | 110              | 40                   |
| Разом    | 361     | 60                 | 243              | 58                   |